# Régis Huby
 (juillet 2025).
Si vous disposez d'ouvrages ou d'articles de référence ou si vous connaissez des sites web de qualité traitant du thème abordé ici, merci de compléter l'article en donnant les références utiles à sa vérifiabilité et en les liant à la section « Notes et références ».
Pour les articles homonymes, voir Huby et Régis.
Régis Huby, né le 22 juin 1969, est un violoniste, compositeur, improvisateur et arrangeur musical français.

## Biographie

### Formation et débuts
C'est à l'adolescence, au milieu des années 1980, tandis qu'il poursuit des études de violon au Conservatoire de Rennes, fasciné par la rigueur et le lyrisme de la musique de Bach, que Régis Huby perçoit pour la première fois dans le jazz rock de Didier Lockwood d'autres façon d'envisager l'instrument et d'autres approches de la musique. Attiré par ce mélange de précision rythmique et de virtuosité instrumentale[Interprétation personnelle ?], le jeune violoniste se découvre rapidement des talents d'improvisateur et commence à jouer dans les bars de la région dans des orchestres amateurs, intégrant progressivement à son instrumentation, claviers, séquenceurs et pédales d'effets... De plus en plus intéressé par le jazz dont il découvre l'histoire à rebours (les grands lyriques du saxophone, Michael Brecker, John Coltrane ; puis les maîtres de l'orchestre, Dizzie Gillespie, Duke Ellington, dont le sens du rythme et des couleurs l'éblouissent), Huby s'ouvre parallèlement à la musique traditionnelle bretonne et par l'intermédiaire du clarinettiste Bernard Subert, partenaire occasionnel de Louis Sclavis, à la jeune scène jazz européenne expérimentale (avec une affection toute particulière pour Dominique Pifarély). Tout en continuant de jouer à la tête de son propre quartet une musique marquée par le jazz rock Huby découvre les univers de Béla Bartok et surtout de Steve Reich qui l'enrichissent d'un nouveau rapport au timbre, au rythme et au temps. Il décide en 1990 de s'inscrire en classe d'écriture et d'analyse au Conservatoire de Rueil-Malmaison puis l'année suivante en classe de musique improvisée au Conservatoire national supérieur de musique de Paris. Il participe alors au projet « Création Violon », avec Dominique Pifarély, Jacky Molard, et Jean-François Vrod, et dans la foulée est appelé à remplacer Pifarély au sein du sextet de Louis Sclavis, pour les tournées des spectacles « Ellington on the Air » et « Les Violences de Rameau ». 

### Carrière
Il multiplie dès lors les rencontres et collaborations (George Russell, Antoine Hervé, Jean-Charles Capon, Régis Boulard, Noël Akchoté), rencontre l'altiste Guillaume Roy avec qui il cofonde le Quatuor IXI (1995) et en 1998 enregistre son premier disque sous son nom, Le Sentiment des Brutes, à la tête d'un octet s'aventurant aux confins de la musique traditionnelle, du rock et de la musique improvisée. En 1999 il crée un duo avec le violoncelliste Vincent Courtois où il explore pendant quelques années les qualités proprement acoustiques de son instrument. Il participe à l'enregistrement du disque Étude de Terrain de Denis Colin, ainsi qu'à la création du Quartet d'Yves Rousseau (avec Jean Marc Larché et Christophe Marguet) et enregistre le premier disque du Quatuor IXI, Linéal. 
En 2000, il intègre l'Orchestre national de jazz placé sous la direction de Paolo Damiani (en) et y rencontre toute une nouvelle génération de musiciens. Au sortir de cette expérience il enregistre son duo avec Boulard (Oui Mais), joue avec Paul Rogers et crée le sextet Simple Sound (avec Vincent Courtois, Bruno Chevillon, Olivier Benoit, Catherine Delaunay et Roland Pinsard) cherchant à concilier une certaine conception chambriste héritée de la culture européenne avec les grandes machineries rythmiques empruntées aux minimalistes américains. Tout en poursuivant les aventures du Quatuor IXI (enregistrement avec Joachim Kühn du disque Phrasen, et avec le trio danois Sound Of Choice du projet Invisible Correspondance), mais aussi du quartet d'Yves Rousseau (enregistrement de Sarsara) il accepte d'être le directeur musical du projet Nuit Américaine de Lambert Wilson, hommage à la musique américaine du vingtième siècle, dont une captation à l'Opéra Comique sort sur le label Chant du monde. 
Il enregistre son projet Simple Sound en 2007, participe aux projets Midnight Torsion d'Eric Watson (en) et Even Eden de l'Acoustic Lousadzak  de Claude Tchamitchian et monte son propre label Abalone Productions chez qui il fait paraître en 2010 un oratorio pop, All Around, écrit avec l'écrivain Yann Apperry pour la chanteuse et actrice Maria Laura Baccarini. L'année suivante, avec l'album Furrow  (a Cole Porter Tribute), il poursuit son travail autour de la voix de Baccarini, en la plongeant dans un écrin sonore empruntant autant à la musique répétitive, au jazz qu'au rock indé. En 2012 il enregistre en tant que sideman dans les projets de Claude Tchamitchian (Ways Out), Denis Badault (Songs no Songs, avec Tom Arthurs (de) et Sébastien Boisseau) et participe à la création et à l'enregistrement du sextet de Christophe Marguet Constellation (avec Steve Swallow) — autant de disques parus sur Abalone. En 2014, il monte en duo avec Baccarini un hommage au chanteur italien Giorgio Gaber et fait paraître le 3e disque du Quatuor IXI, Temps suspendus, célébrant les 20 ans d'existence de la formation.
2015 voit la naissance de son Quartet Equal Crossing, avec Marc Ducret, Bruno Angelini et Michel Rabbia. Créé dans le cadre du festival Jazz sous les Pommiers à Coutances, ce Quartet jouera également cette même année dans le Jazzdor à Berlin et dans le Saalfelden Jazz Festival en Autriche.
Régis Huby se lance en 2017 dans l'aventure de The Ellipse (Music for Large Ensemble), synthétisant en une partition pour 15 musiciens articulant écriture et improvisation et mêlant instruments acoustiques et électronique, 20 années d'expérimentations orchestrales empruntant autant à l'esthétique répétitive de Steve Reich qu'à l'expressivité du jazz et aux formes narratives des musiques nouvelles. 
L'année suivante il initie deux petites formations aux confins de la musique de chambre improvisée et de la musique électronique : le Trio Codex III (avec Bruno Chevillon et Michele Rabbia) et Unbroken (associant au Trio IXI (Roy & Sakaï), Rabbia aux percussions, et les musiciens norvégiens Jan Bang à l'électronique et Eivind Aarset à la guitare). 
Il suscite par ailleurs une collaboration entre le quatuor IXI et le clarinettiste Yom (Illumination), lequel dans la continuité l'intègre à son trio Eternal Odissey en compagnie du violoncelliste Frédéric Deville.
Il participe également à la création de l'opéra contemporain de Marc Ducret Lady M ainsi qu'à l'enregistrement du disque du guitariste Pierrick Hardy L'ogre Intact et remplace à plusieurs reprises Émile Parisien dans le groupe de Vincent Peirani Living Being.

## Discographie (sélective)

### Leader et co-leader (compositeur et/ou arrangeur)
- 1998 : Le Sentiment des Brutes[1] Régis Huby (Transes Européennes : Buda musique)
- 2000 : Linéal - Quatuor IXI (La nuit Transfigurée)
- 2002 : Oui Mais, Régis Boulard & Régis Huby (Signature – Radio France)
- 2004 : Invisible correspondance Quatuor IXI & Sound of choice (Abalone Productions)
- 2005 : Phrasen, Joachim Kühn / Quatuor IXI  (Signature : Radio France)
- 2005 : Too Fast For Techno[2] Serge Adam & Régis Huby (Quoi de neuf docteur)
- 2005 : Nuit Américaine, Lambert Wilson / Maria Laura Baccarini / Stephy Haïk, Direction musicale & Arrangements Régis Huby (Le Chant du Monde : Harmonia Mundi)
- 2007 : Simple Sound[3] Régis Huby Sextet (Abalone Productions : Le Chant du Monde : Harmonia Mundi)
- 2010 : All Around, Maria Laura Baccarini, Régis Huby, Yann Apperry (Abalone Productions)
- 2011 :  Cixircle - Quatuor IXI (Abalone Productions)
- 2011 : Furrow (A Cole Porter Tribute), Maria Laura Baccarini (Abalone Productions)
- 2015 : Temps Suspendus - Quatuor IXI (Abalone Productions)
- 2015 : Gaber, io e le cose - Maria Laura Baccarini & Régis Huby (Abalone Productions)
- 2016 : Equal Crossing[4] - Régis Huby 4tet (Abalone Productions)
- 2018 : Reminiscence (Live at Livio Felluga Winery) - Régis Huby, Bruno Chevillon, Michele Rabbia (Cam Jazz)
- 2019 : Improvisation (Live at Gravner Winery) - Trio IXI (Régis Huby, Guillaume Roy, Atsushi SakaÏ) (Cam Jazz)
- 2021 : Codex III[5] - Régis Huby, Bruno Chevillon, Michele Rabbia (Abalone Productions)
- 2023 : The Ellipse  - Régis Huby Large Ensemble (Abalone Productions)
- 2023 : Inner Hidden - Régis Huby Quintet (Le Triton)

### Sideman
- 1996 : It's about time - George Russel - Living Time Orchestra (Label Bleu)
- 1997 : Capophonie – Jean-Charles Capon Original Quartet (CC Production)
- 1997 : Concerti - Terra Nova - Luc Le Masne (Live at Radio France) Compositions by Barthelemy, Chevalier, Dehors, Lazarevitch and Le Masne (Buda Musique)
- 2000 : Fées et Gestes - Yves Rousseau  (Label Hopi)
- 2002 : Charmeditéranéen - Orchestre National de Jazz (ECM)
- 2004 :  Sarsara - Yves Rousseau Quartet  (Chant du Monde : Harmonia Mundi)
- 2008 :  Poète, vos papiers ! - Yves Rousseau / Léo Ferré (Le Chant du Monde – Harmonia Mundi)
- 2009 : Midnight torsion - Eric Watson (Emouvance)
- 2011 :  H3B - Denis Badault Quartet (Abalone Productions)
- 2012 :  Ways Out - Claude Tchamitchian Quartet (Abalone Productions)
- 2012 :  Songs no Songs - Denis Badault, H3B (Abalone Productions)
- 2013 :  Constellation - Christophe Marguet Sextet (Abalone Productions)
- 2014 : Eleanora Suite (a woman's love and life) - Jean Marc Foltz (Vision Fugitive)
- 2015 : Akasha - Yves Rousseau Quartet (Abalone Productions)
- 2015 : Wanderer Septet - Yves Rousseau (Abalone Productions)
- 2015 : Instant Sharings - Bruno Angelini (Label La Buissonne)
- 2016 : Red - Melanoia & Quatuor IXI (BMC)
- 2017 : Need Eden - Claude Tchamitchian Acoustic Lousadzak (Emouvance)
- 2017 : Habka - Kamilya Jubran & Sarah Murcia (Abalone Productions)
- 2018 : Open Land - Bruno Angelini (Label La Buissonne)
- 2019 : Lady M - Marc Ducret (Ayler Records)
- 2019 : L'Ogre Intact - Pierrick Hardy Acoustic Quartet (Emouvance)
- 2022 : On The Edges 1 - Hans Lüdemann TransEuropeExpress Ensemble (BMC)
- 2022 : Ways Out - Claude Tchamitchian Quintet (Emouvance)
- 2022 :  Nearly Nothing, Almost Everything - Bruno Angelini (La Buissonne)
- 2023 : On The Edges 2 - Hans Lüdemann TransEuropeExpress Ensemble (BMC)
- 2023 : On The Edges 3 - Hans Lüdemann TransEuropeExpress Ensemble (BMC)